# Pál Gerevich
Dans le nom hongrois Gerevich Pál, le nom de famille précède le prénom, mais cet article utilise l’ordre habituel en français Pál Gerevich, où le prénom précède le nom.
Pál Gerevich- né le 10 août 1948 à Budapest, est un escrimeur et maître d'armes hongrois. Il a gagné deux médailles de bronze par équipe (épée) aux Jeux olympiques de Munich en 1972 et aux Jeux olympiques de Moscou en 1980. Il est également champion du monde en individuel en 1977.

## Palmarès
- Jeux olympiques
  -  médaille de bronze par équipe aux Jeux olympiques de Munich en 1972
  -  médaille de bronze par équipe aux Jeux olympiques de Moscou en 1980[1]

- Championnats du monde:
  - Championnats du monde d'escrime 1977 :  médaille d'or en sabre individuel